# Mercuriale (nome)
Mercuriale  è un nome proprio di persona italiano maschile. 

## Varianti in altre lingue
- Catalano: Mercurial[3]
- Latino: Mercurialis[1][3]
- Russo: Меркуриалий  (Merkurialij)
- Spagnolo: Mercurial[3]

## Origine e diffusione
Continua il gentilizio latino Mercurialis, derivato dal nome Mercurio, e significa quindi "appartenente al dio Mercurio". Nome di scarsissima diffusione, in italiano può avere anche valenza femminile.

## Onomastico
L'onomastico ricorre il 23 maggio, il 30 aprile (su certi calendari) o anche il 26 ottobre (giorno della traslazione delle reliquie) in onore di san Mercuriale, protovescovo e patrono di Forlì, che lottò contro l'arianesimo (da cui la sua allegorica lotta contro un drago).

## Persone
- San Mercuriale
- Mercuriale Prati, vescovo italiano